# Arnold de Witte
 (mai 2019).
Arnold de Witte est un noble et homme d'Église liégeois, chanoine de Saint-Lambert et seigneur de Tignée de 1450 à sa mort en 1462.

## Biographie
Arnold de Witte, originaire d'Utrecht, est cité comme litterarum apostolicarum abbreviator en 1426 ; il était à Rome pour sa charge le deux août de cette année. On le trouve mentionné comme docteur en décrets et chanoine tréfoncier de la cathédrale Saint-Lambert, résidant à Liège de 1433 à 1462. Le chapitre le choisit plusieurs fois comme son représentant lors des différends qu'il eut avec Philippe, duc de Bourgogne, relativement à la seigneurie et à l'avouerie de Litte, près de Bois-le-Duc, et l'envoya à Bruxelles, en 1442, pour obtenir un sursis à la collecte de la dime que le pape avait accordée au duc de Brabant sur les biens du clergé.
Le 12 février 1452, Arnold de Witte déclara nulle l'action intentée par Guillaume de Cranendonck, chapelain de Saint-Lambert, à Jean de Rysinghen, chapelain de l'église de Sainte-Odenrode, exécuteur testamentaire de feu Arnold de Mérode, chanoine de Liège et doyen de Sainte-Ode, au sujet de la fondation de trois chapellenies dans ladite église de Sainte-Ode.
Vice-doyen de Saint-Lambert en 1444, Arnold de Witte fut, le 19 avril de la même année, chargé d'administrer, avec certains de ses confrères, les biens que le chapitre possédait à Attenhoven.
Après la résignation du prince-évêque Jean de Heinsberg, en août 1456, le chapitre prit en mains l'administration du pays de Liège ; Arnold, alors official du chapitre, fut confirmé dans ses fonctions.
Après l’acquisition de la terre de Tignée, Arnold de Witte n'habita pas la maison qui faisait partie du domaine. Le 18 octobre 1452, il donna la métairie et les terres en accense à Louis de Cerexhe.
Huit ans après que Henri de Dongelberg ait vendu Tignée, l'abbesse de Notre-Dame requit Arnold de venir à Munster faire le relief de son fief. Le seigneur de Tignée, après avoir obtenu du chapitre de Munster une traduction authentique de son acte d'achat, chargea, le 10 juin 1458, Herman Langhen (docteur en droit canon et civil et doyen de l'église de Munster), Thierry Haver (chanoine de l'église de Munster) et Michel Gordinne (bourgeois de Liège), de faire, en son nom, le relief obligatoire. Gordinne se rendit à Munster où Meyna de Rougrave, abbesse d'ueber Wasser, lui donna, le 25 juin 1458, l'investiture de la seigneurie de Tignée moyennant la redevance annuelle d'un florin d'or du Rhin.
Arnold de Witte avait un frère : Corneille de Witte, également chanoine à Saint-Lambert et qui mourut à Turnhout, le 2 septembre 1454; et probablement une sœur : Marguerite de Witte, mariée à Jean de Beesde
Arnold de Witte décéda le 17 décembre 1462. Sa prébende à Saint-Lambert fut attribuée le 30 avril 1472 à Jean de Nassau, chanoine de Mayence. 
Outre la seigneurie de Tignée, Arnold possédait aussi "dat gout van der marke" ou le fief de la Marck, à Vucht; cette propriété était un fief dépendant de la prévoté de Saint-Lambert. Il avait acheté ce bien à Everard de Hamal et Catherine de Creeft.